# کیومرث
کَیومَرْث یا گَیومَرْث (به اوستایی: 𐬔𐬀𐬌𐬌𐬊 𐬨𐬆𐬭𐬆𐬙𐬀𐬥 ت.ت. 'گَیومَرَتَنْ'؛ به پارسی میانه: 𐭪𐭣𐭬𐭫𐭲 ت.ت. 'گَیومَرْتْ')، نام نخستین نمونهٔ انسان در جهانشناسی مزدیسنا؛ نخستین پادشاه ایران و نخستین پادشاه پیشدادی در اسطوره‌شناسی ایرانی است، که برپایهٔ شاهنامهٔ فردوسی سی سال پادشاهی کرد.
برخی از پژوهشگران کیومرث را با آدم، نخستین انسان در جهانشناسی دین‌های ابراهیمی یکسان می‌دانند.

## ریشه‌شناسی نام
کیومرث در زبان اوستایی از دو جز «گَیو» (گیا، به‌معنی زندگانی) و «مَرَتَن» (به‌معنای میرنده یا فناپذیر) تشکیل یافته است.
کیومرث در تاریخ‌نگاری‌ها و داستان‌های ایرانی و گیومرث یا جیومرت تاریخ‌نگاری‌های اسلامی و گیومرد یا کیومرث یا گیوک مرت پهلوی همگی از واژه اوستایی «گیه مرتَ» ریشه گرفته است. بخش «گیه» به معنی جان و بخش «مرت» در معنای مُردن است. مرت یعنی درگذشتنی، میرا و فانی و بدین‌سان «گیه مرت» به معنای «زندگانی میرا» یا «حیات فانی» است. به سخن دیگر انسان و آدمی چون سرانجام آن فنا و زوال است، زنده میراست.
کیومرث بر یک مفهوم مجرد شخصیت یافته‌ای دلالت دارد که معنی آن «زندگی میرا»، زندگی انسانی است. به نظر می‌رسد که تمایل به شخصیت دادن به مفاهیم مجرد در دورهٔ نوآوری زرتشت، تحول یافته است. درست است که مفهومی چون رته (rta) «نظم قانونی و مقدس» در دورهٔ هندوایرانی نقشی داشته است، ولی احتمالاً آن زمان از این مفهوم یک «خدای مستقل» تصور نمی‌شده است.

## دراوستا
از پس از شاهنامه دیگر چندان نامی از کیومرث در ادبیات پارسی دیده نمی‌شود. کیومرث هرگز به شهرت شهریاران بزرگ بعدی چون جمشید و فریدون نرسید.
| جهاندار شاه اخستان کز طبیعت |  | کیومرث طهمورث امکان نماید |

گویا در یکی از نسکهای مفقود اوستای ساسانی به نام چهرداد، سرگذشت کیومرث به تفصیل آمده بود. خوشبختانه خلاصهٔ این نسک در کتاب پهلوی دینکرد آمده است. کیومرث در اوستا با صفت نخست‌اندیش آمده است زیرا نخستین کس است که پیام اهورامزدا را دریافت کرد.
در فروردین یشت بند ۸۷ نیز آمده که: فروَهر کیومرث را می‌ستاییم که نخستین کسی است که به گفتار و آموزش اهورا مزدا گوش فرا داده و کسی است که اهورا مزدا از او خاندان‌های کشورهای آریایی و نژاد کشورهای آریایی را آفریده است.»
یک اندیشهٔ اساطیری قدیمی در بخشی از دینکرد آمده است که در آن آیین ازدواج میان نزدیکان (خویدوس) توصیه و توجیه شده است. به عنوان نخستین نمونهٔ خویدوس، پیوند مقدس میان اورمزد (خدای آسمان) و دخترش سپندارمذ (زمین) برشمرده شده است. از این پیوند است که کیومرث زاده شد.
نطفهٔ کیومرث چهل سال بر زمین باقی ماند. بن ملتهای آسیای مقدم عدد چهل اصطلاح سنتی برای عدد بزرگ نامعین است: یهودیان چهل سال در بیابان راه می‌روند، در داستان‌های هزار و یک شب و دیگر داستان‌های شرقی غالباً سخن از دورهٔ محتوم چهل روزه در میان است. بنا بر نظر یرمیاس باید اصل این کاربرد نمادی (سمبلیک) عدد چهل را که همچون دیگر بن مایه‌های (موتیفهای) حاصله از مشاهدات نجومی، از اصل بابلی ناشی شده، در عدد «خوشهٔ پروین» (ثریا) جستجو کرد.
ویندیشمان این سؤال را مطرح کرده است که چرا باید نطفهٔ کیومرث قبل از این که نخستین زوج بشری از آن به وجود آید، درست چهل سال در زمین باقی بماند، و توجیه آن را در افسانهٔ ور جم می‌یابد که بر طبق آن «هر چهل سال یک بار از هر زوج انسانی، دو انسان یعنی یک زوج، زن و مرد، یه دنیا می‌آیند.» (وندیداد ۲ بند 41).

## دربندهشن
کیومرث، نخستین بشر را، اهورامزدا آفرید، کیومرث به مدت سی سال تنها در کوهساران به‌سر برد، در هنگام مرگ از او نطفه‌ای خارج شد و به وسیله اشعه خورشید تصفیه شد و در خاک محفوظ بماند، پس از چهل سال از آن نطفه، گیاهی به‌شکل دو ساقه ریواس بهم پیچیده در مهرماه و مهر روز (جشن مهرگان) از زمین بروییدند پس از آن از شکل گیاهی به صورت انسانی تبدیل شدند که در قامت و چهره شبیه هم بودند(مشی و مشیانه) یکی نر موسوم به مشی و دیگری ماده موسوم به مشیانه پس از پنجاه سال آن دو با هم ازدواج کردند و بعد از نه ماه از آن‌ها یک جفت نر و ماده پدید آمد از این یک جفت هفت جفت پسر و دختر متولد شد یکی از ان هفت جفت موسوم بود به سیامک و زنش نساک از سیامک و نساک یک جفت متولد شدند به نام‌های فرواک و زنش فراواکیین از آنان پانزده جفت پدید آمد که کلیه نژادهای همه کشورها از پشت آنان است که یکی از ان پانزده جفت هوشنگ و زنش گوزنگ نام داشتند ایرانیان از پشت آنان می‌باشند.

## درادبیات پهلوی
کیومرث در ادبیات پهلوی آمده است که هرمزد کیومرث را در گاهنبار ششم (ششمین و آخرین دورهٔ آفرینش) آفرید و این آفرینش هفتاد روز به طول انجامید. بلندای کیومرث شش نای، و درازا و پهنای او به یک اندازه بود. کیومرث به مدت سه هزار سال پس از خلقت بی‌حرکت بود و وظایف دینی انجام نمی‌داد ولی به آن می‌اندیشید. تا اینکه اهریمن به همراهی دیوان بر جهان تاخت از آن پس کیومرث فناپذیر شد و پس از آن تازش به مدت سی‌سال بزیست. چون کیومرث مرد بر سمت چپ افتاد و نطفهٔ او بر زمین ریخت. ایزد نریوسنگ نگهبانی دوسوم آن و سپندارمذ نگهداری یک‌سوم آن را بر عهده گرفت. از نطفهٔ کیومرث نخستین جفت مردمان به صورت دو شاخه ریواس روییدند.
نام این جفت به صورتهای مختلف آمده است: «مشی و مشیانه»، «مشیگ و مشیانگ»، «مرد و مردانه» و … تمام مردم از فرزندان مشیگ و مشیانگ هستند.
هرچند در متون پهلوی تکیه بر نخستین‌انسان‌بودن کیومرث است ولی اشاره به پادشاهی او نیز شده است. برای نمونه در دینکرد به او لقب «گرشاه»* به معنی شاه کوهستان داده شده است.
مهری از زمان ساسانیان موجود است که کیومرث را نشان می‌دهد که پاها و بدن پشمالو و چهره‌ای میان انسان و حیوان دارد و حیوانات در کنار او هستند.

## درشاهنامه

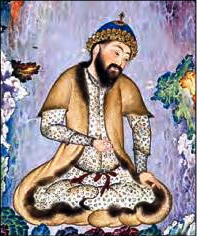
نگاره‌ای از کیومرث در در شاهنامهٔ تهماسبی

کیومرث یا گَیومرت نخستین پادشاه کشور ایران در شاهنامه است که سی‌سال پادشاهی نمود. فردوسی چنین بیان می‌کند که او در کمال و بزرگی دیهیم بر سر گذاشت ولی از دوران او آگاهی در دست نیست. زمان کیومرث مانند زمانی نیست که پسر از پدر یاد نماید یا احوالات و خاطرات پدر را بتواند مو بمو بازگو نماید، آنچه بود کیومرث انسانی بود برتر از دیگران در اخلاق و مردمانگی.
در شاهنامه دربارهٔ کیومرث این‌گونه آمده که او نخستین کسی بود آیین تاج و تخت را آورد. پادشاهی گیومرت (کیومرث) از روز نوروز که جهان پر از فرّ و آیین و آب است آغاز می‌گردد. دشت و دمن پر از سبزه و گیاه، آفتاب گرمابخش و درخشان، چنین روزی است که کیومرث تاج شاهی به‌سر برنهاد:

| سَخُن‌گویْ دهقان چه گوید نَخُست     |  | که نامی بزرگی به گیتی که جُست  |
| که بود آنکه دیهیم بر سر نهاد؟ |  | ندارد کس آن روزگاران به یاد   |
| مگر کز پدر یاد دارد پُسر       |  | بگوید ترا یَک به یَک در به در   |
| که نام بزرگی که آورد پیش      |  | کرا بود از آن برتران مایه بیش |
| پژوهندهٔ نامهٔ باستان           |  | که از پهلَوانان زند داستان     |
| چُنین گفت کآیین تخت و کلاه     |  | گَیومرت آورد و او بود شاه      |
| چو آمد به برج حمل آفتاب       |  | جهان گشت با فر و آیین و آب    |
| بتابید ازآن سان ز برج بره     |  | که گیتی جُوان گشت ازآن یکسره   |
| گَیومرت شد بر جهان کدخدای      |  | نَخُستین به کوه اندرون ساخت جای |
| سر تخت و بختش برآمد ز کوه     |  | پلنگینه پوشید خود با گروه     |
| ازو اندر آمد همی پرورش        |  | که پوشیدنی نو بُد و نو خورش    |
| به گیتی درون سال سی شاه بود   |  | به خوبی چو خورشید بر گاه بود  |
| همی تافت زو فر شاهنشهی        |  | چو ماه دو هفته ز سرو سهی      |
| دد و دام و هر جانْور کَش بدید   |  | ز گیتی به نزدیک او آرمید      |
| دوتاهی شدندی برِ تخت او        |  | از آن بر شده فره و بخت او     |
| به رسم نماز آمدندیش پیش       |  | وزان جایگه برگرفتند کیش       |

آنچنان که برمی‌آید جایگاه نخست‌شان در دل کوه بوده شاید بتوان گفت از کوهستان نشینان بوده است. جامه و تن‌پوش‌های گیومرت و گروه‌اش نیز جامه‌های بافته شده نبود پس هنوز به هنر پارچه بافی آشنایی نداشتند از پوست جانوران رام یا ددان مانند پلنگ پوششی برای خویش فراهم می‌نمودند. اینک از فرهنگ دوره مزبور در ایران اشیاء و آثاری توسط باستانشناسان کشف گردیده است.

### جامعه و فرهنگ دوران کیومرث
جامعه‌ای که ایرانیان در زمان کیومرث داشتند هنوز دوران اولیه بشر متمدن و یکجانشین را سپری می‌نمود و نیاز به ارتقاء همه‌جانبه داشت. بدین سبب کیومرث در پیشرفت فرهنگ و تمدن ایرانیان نقش بسزایی ایفا نموده و پدر تاج‌دار ایرانیان کهن بوده است. شاهنامه او را بانی و ترویج دهندهٔ انواع پوشیدنی، خوردنی، آموزش و پرورش معرفی می‌کند به عبارتی ایرانیان برخی فنون را در رشتن و بافتن از پشم جانوران را مدیون وی هستند.
در کنار ارائه و آموزش انواع هنرها، از چهره و سیمای پادشاه عادل فرّ شاهنشاهی متبلور می‌شد و روز بروز کدخدایی او بر مردمش شیرین‌تر و مقبول‌تر می‌گشت. دد و دام نیز مطیع فرمان او گشتند و همه حیوانات اهلی و وحشی در کنار کیومرث آرام گرفتند یا در قلمروی او احساس خطر نمی‌کردند. حکیم طوس فردوسی خبر می‌هد که همه در مقابل تخت او دوتا شده عرض ادب بجا می‌آوردند حتی حیوانات نیز از این قاعده مستثنا نبودند در برابر کدخدا کرنش می‌نمودند.
| دوتا می‌شدندی بر تخت او  |  | از آن بر شده فرّه و بخت او |
| به رسم نماز آمدندیش پیش |  | وزو بر گرفتند آیین خویش   |

بدین منوال کیومرث در شاهنامه نخستین پادشاه دانسته شده است که سی‌سال کدخدایی جهان را بر عهده داشت. در شاهنامه نیز مانند نوشتارهای پهلوی به کوه‌نشینی کیومرث اشاره شده است. به علاوه او کسی‌است که پلنگینه بر تن می‌کند و کشاورزی هم در زمان او آغاز می‌شود. کیومرث فرزندی دارد سیامک نام، که به دست فرزند اهریمن یعنی خزروان دیو (در زمان حیات کیومرث) کشته می‌شود. کیومرث از این ماجرا غمگین می‌شود و هوشنگ پسر سیامک را با لشکری به جنگ دیو می‌فرستد و پس از گرفتن انتقام سیامک، روزگار کیومرث نیز به‌سر می‌رسد.

## دولت کیومرث

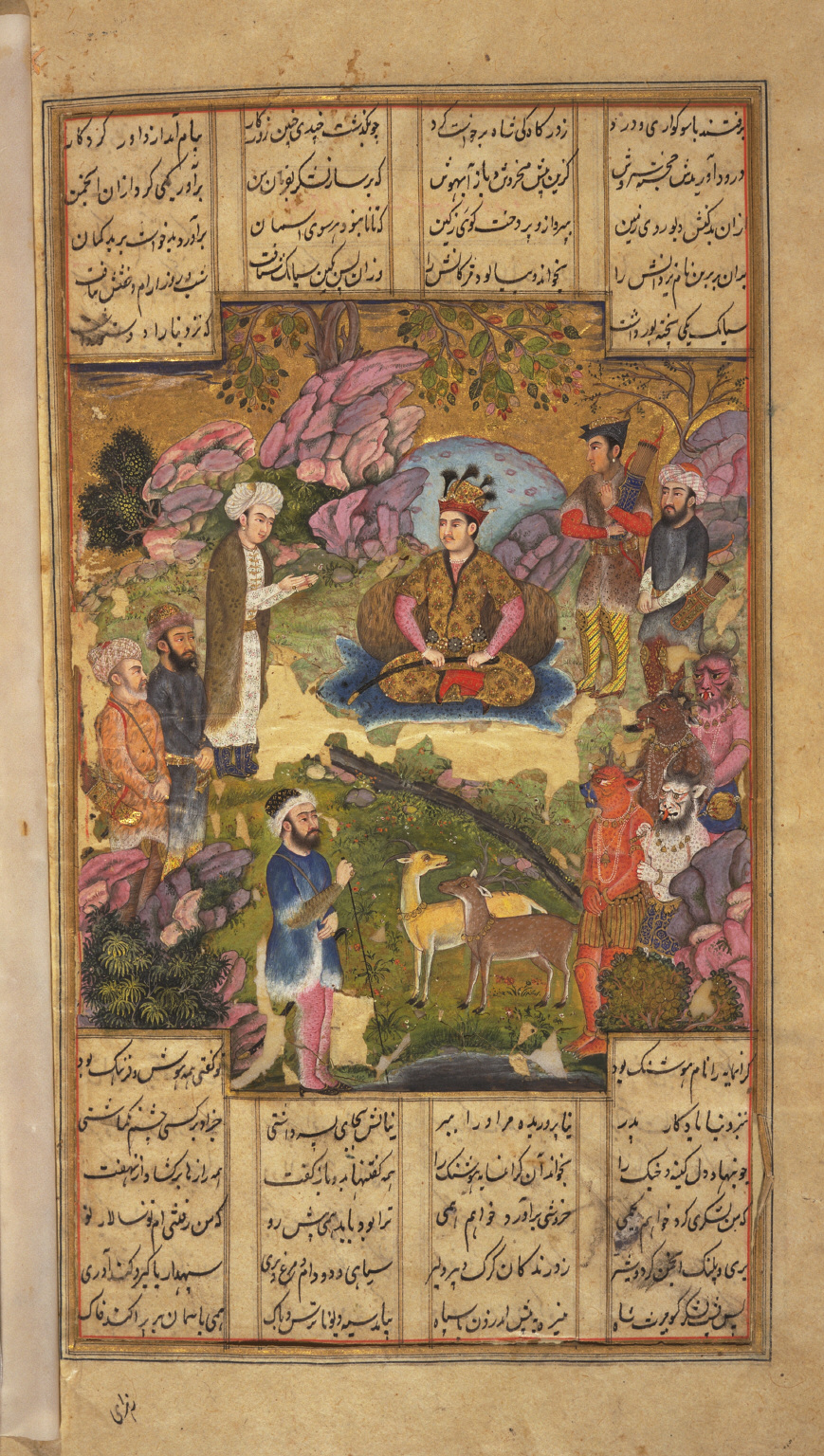
نگاره‌ای از کیومرث در شاهنامه، که مردم را فرمان می‌دهد تا با دیوان نبرد کنند

زمامداری کیومرث بدوران بسیار کهن مربوط است، به استناد متون پیش از کشف آهن توسط ایرانیان. تمدن‌های متقدم در این موضوع، یعنی احتمال دست‌یابی به عنصر استراتژیک آهن یحتمل تمدن‌های مصر باستان و میان‌رودان بودند. دوران کدخدایی کیومرث پیش از کشف آهن بود و ایرانیان فن استخراج آهن را در زمان هوشنگ یادگرفتند که البته دست‌یابی به آهن مستلزم کشف و حفظ آتش بود که این مهم در زمان هوشنگ محقق شد:
| نخستین یکی گوهر آمد به چنگ |  | به آتش ز آهن جدا کرد سنگ |
| سر مایه کرد آهن آبگون      |  | کزان سنگ خارا کشیدش برون |

از کیومرث فقط یک پسر بجا ماند که همانند پدر هم با ذکاوت بود و هم خوب‌چهر که کیومرث طاقت دوری از او را نداشت. سیادت کیومرث بی‌هیچ پیشامد ناگواری سال‌های سپری شد و حکومت او هر روز بیش از پیش فروزنده‌تر می‌شد کسی هم با او دشمنی نداشت مگر یک نفر آن هم اهریمن بدسگال. اقبال و درخشش فرّهٔ‌ایزدی کیومرث، رشک و حسد اهریمن را به غلیان آورد و سراپای وجودش از کین کیومرث لبریز شد آنگاه نسبت به استمرار دولت کیومرث بحث‌ها و جدل‌ها براه انداخت تا عاقبت مسبب فنای دولت او گردد. اهریمن زان‌پس فرزند خویش را که پهلوانی گرگ سیرت بود، برانگیخت و او را مهیای جنگ با کیومرث نمود.
تدارک دیو سیاه پسر اهریمن سپهسالار کشور دیوان در حمله به کشور کیومرث، توسط سروش‌ها یک بیک به سمع سیامک رسید و سیامک از اقدام اهریمن و پسرش به خشم آمد و با سپاه اندکی که داشت بر دیوان تاخت. کیومرث از وقایع آگاه نشد حتّی خبر نداشت که فرزندش به جدال دیوان رفته است. در چنین اوضاع مشوّشی بود که بار دوّم سروشی خجسته بسان پریان خبر آورد که دیو ستمگر سیامک را هلاک نموده است. شاهزاده سیامک هنگام عزیمت به جنگ، چرمینهٔ پلنگی به تن کرد و با سپاهی اندک رهسپار نبرد شد. شاهنامه یادآور می‌شود که در زمان مزبور هنوز جوشن و لباس رزم وجود نداشت یا ایرانیان هنوز موفق به تهیه آن و سایر آلات حرب نشده بودند، حتی آیین جنگ و خون‌ریزی برای ایرانیان مفهومی نداشت.
کیومرث از خبر قتل سیامک برسر و سینه زنان از تخت فرود آمد با دیده‌هایش اشکبار و موی‌های چنگ انداخته به عزا نشست. از نشر خبر ناله و خروش لشکریان به آسمان برخاست، همه با جامه‌های پیروزه رنگ و رخانی زرد رنگ به سوگ نشستند. حتی دد و دام نیز بر درگاه صف کشیدند. از ابیات فوق چنین متصوّر است که همه بجانب کوهستان رهسپار شدند، احتمالاً به سبب شکست غیره منتظره سیامک ایرانیان موطن خویش را رها نموده به کوچ اجباری دست زدند. خطر حمله دیوان قریب‌الوقوع بوده و ارتش کیومرث توان مقابله با آن‌ها را نداشت.
ایرانیان چند سالی در کوهستان به سوگ نشستند و عزای سیامک را پاس داشتند که دوباره از جانب خداوند فرشته‌ای (سروش) بر کیومرث نازل شد پس از درود بر ایشان او را بشارت به توقف عزا و ترغیب جنگ با دیوان را داد. این احوالات کیومرث مبیّن آن است که وی از اولیاء بوده و مراودهٔ فرشتگان با او دلیل بر شخصیت دینی و مذهبی وی است. اصولاً فرشتگان جز پیامبران بر کسی نزول نکرده‌اند.
| نشستند سالی چنین سوگوار    |  | پیام آمد از داور کردگار     |
| درود آوریدش خجسته سروش     |  | کزین بیش مخروش و باز آر هوش |
| سپه ساز و برکش به فرمان من |  | برآور یکی گرد از آن انجمن   |

در بیت آخر خداوند فرمان می‌دهد و کیومرث فرمان او را اطاعت می‌نماید. مدت کوهستان نشینی کیومرث با قومش را شاهنامه ذکر نمی‌کند ولی جریانی مشابه ماجرای شعب ابی‌طالب برای پیامبر اسلام بوده یعنی یک نوع تحریم و محاصره یا عدم دسترسی به امکانات معیشتی بود. پادشاه کیانیان پس از نزول وحی دست‌ها را بطرف آسمان بلند کرده نفرین بر بدگمان می‌کند، نام آفریدگار را بر زبان جاری ساخته آنگاه چشمانش را از اشک پاک نموده به عزا پایان می‌خشد تا به کین سیامک برخیزد، شب و روز آرامش و آسایش را بر خویش حرام می‌کند تا آیین مزدیسنا را احیا و آیین خروزان دیو را از روی زمین محو نماید؛ و اینچنین است که رسالت هر دو شخصیت زرتشت و کیومرث مترداف هم هستند.

## در واژه‌نامه دهخدا
در واژه‌نامه دهخدا زیر واژه گیومرت آمده است:
در شاهنامه نخستین پادشاه جهان گیومرث شمرده شده و در تواریخی که براین روایت یا مآخذ آن مبتنی است نیز گیومرث اولین شاه دانسته شده است و تنها بعضی از مورخان که از مآخذ پهلوی استفاده کرده‌اند او را نخستین بشر دانسته‌اند و در روایات مذهبی نیز او نخستین فرد بشر است. … آنچه از اوستا بر می‌آید او نخستین بشر و نخستین کسی بوده که به گفتار و آموزش اهورامزدا گوش فرا داد، ولی از میان پادشاهان داستانی ایرانی، گیومرث را باید در درجه دوم و سوم عظمت قرار داد زیرا هیچگاه به شهرت و عظمت پادشاهانی مانند جمشید و فریدون نرسیده و در آثار مورخان اسلامی مانند حمزه و طبری و مسعودی و بلعمی و بیرونی و صاحب مجمل و امثال ایشان نام کیومرث یا کهومرث با لقب کل شاه و کرشاه و کوشاه و گل شاه آمده است و در باب احوال وی در کتب اسلامی تقریباً همان روایات کتب پهلوی با زیادت و نقصان و برخی تغییرات مذکور افتاده و بعضی عناصر اسلامی نیز در آن‌ها راه جسته است. اما در مآخذ شاهنامه از این همه روایات جز شرح سلطنت کوتاهی از گیومرث و جنگ او با دیوان و کشته شدن سیامک فرزند او چیزی نبود
| نخستین خدیوی که کشور گشود |  | سر پادشاهان کیومرث بود |

دهخدا همچنین کیومرث [ک َ م َ] را نام نخستین پادشاه جهان دانسته است. در مفاتیح‌العلوم نیز یادکرد شده که کیومرث نام نخستین انسان در نزد مجوس (ایرانیان) است. دهخدا کیومرث را نخستین پادشاه پیشدادیان معرفی کرد و لقب او را گِلشاه دانسته است

در کتاب مجمل التواریخ آمده است:
پارسیان از کتاب آبستا که زردشت آورده است شریعت ایشان را چنین گویند که از گاه کیومرث پدر مردم، یعنی آدم، تا آخر یزدگرد شهریار چهارهزار و صد و هشتاد و دو سال و ده ماه و نوزده روز بوده است. و از گاه کیومرث تا این وقت (پادشاهی هوشنگ) دویست و نود و چهار سال و هشت ماه گذشته بود، و بدین سخن آن می‌خواهد که کیومرث آدم بوده است نزد ایشان.

## دیدگاه‌ها در مورد گیومرث
مهرداد بهار (پژ ص ۴۹) اظهار داشته است که اسطورهٔ گیومرث اسطوره‌ای نوتر است و به پس از کشف فلزات بازمی‌گردد و در اسطورهٔ کهن‌تر (مربوط به اقوام هندوایرانی) جم و خواهرش نخستین زوج مردمان به‌شمار می‌آمدند.
محمدبن جریر طبری دربارهٔ کیومرث و جانشینانش می‌نویسد:
مردمان را اختلاف هست به گاه کیومرث اندر، و هر کسی چیزی همی‌گویند گروهان عجم گویند که او آن است که آدمش خوانند و خلق از اوست.
همچنین نقل می‌کنند که کیومرث پسری داشت به نام مشی؛ و مشی با خواهرش مشیانه (مشیان) ازدواج کرد و مشیانه برای او فرزندانی آورد، یعنی سیامک پسر مشی، و سیامی دختر مشی؛ و سیامک پسر مشی پسر کیومرث دارای فرزندانی به نام افرواک، دیس، براسب، اجرب و اوراش و دخترانی به نام‌های افری، دذی، بری و اوراشی شد.
بیرونی در آثار الباقیه چنین می‌آورد:
اما ایرانیان و عامهٔ مجوس کاملاً منکر طوفان اند و برآنند که پادشاهی در میان ایشان از گیومرث گلشاه که به نظر آنان نخستین انسان است، پیوسته وجود داشته است. [بیرونی پس از نقل عقاید گوناگون دربارهٔ طوفان نتیجه‌گیری می‌کند که:] و این قبیل آشفتگیها در حکایات شنونده را به شک می‌اندازد و او را به تصدیق آنچه در برخی کتب است وامی‌دارد که گیومرث انسان اولین نبوده، بلکه او کامر[=جامر] پسر یافث پسر نوح است؛ و گیومرث سروری سالخورده بود که در کوه دنباوند(=دماموند) مستقر شد و آنجا را به تصرف خود درآورد تا آنکه کم‌کم کارش بالا گرفت، و مردم (در آن زمان) در حالتی همانند دوران نخستین و آغاز پیدایش بودند، بعد او و بعضی از فرزندان او بر اقالیم فرمانروا شدند. گیومرث در آخر راه ستم پیش گرفت و نام خود را آدم نهاد و گفت هر کس که مرا به نامی جز این بخواند، گردنش می‌زنم؛ و بعضی ایرانیان می‌گویند که او امیم پسر لاود پسر ارم پسر سام پسر نوح بوده است. این مطلب که قدرت شاهی بنیان نهاده شد تا بر بی نظمی و بی عدالتی و ستمی که میان آدمیان حکمفرما بود، لگامی باشد، روایتی است از بیرونی که از کتاب مردی به نام سعید بن محمد ذُهلی استخراج کرده است. این روایت که در آن گیومرث «پیشداد» خوانده شده، همچنین آمیزهٔ خاصی از افسانهٔ ایرانی نخستین زوج و افسانهٔ کتاب مقدس در مورد باغ عدن را دربردارد.
حمدالله مستوفی می‌نویسد: سه روایت در مورد کیومرث وجود دارد که اولی او را حضرت آدم علیه السلام می‌داند و عقیده دوم آنست که کیومرث بین شیث و نوح می‌زیسته و عقیده دیگر آنست که کیومرث فرزند ولاد بن امیم بن ارم بن ارفخشد بن سام بن نوح بود.
شهرستانی در کتاب الملل و النحل چنین می‌آورد:
کیومرثیه کسانی هستند که به تقدم کیومرث اعتقاد دارند. اینان به دو اصل قائلند: یزدان و اهرمن، و می‌گویند که یزدان ازلی قدیم است، و اهرمن محدث و مخلوق است؛ و می‌گویند که سبب آفرینش اهرمن این بوده است که یزدان در دل خود اندیشید که: «اگر منازعی داشتم چگونه می‌توانست باشد؟» و این اندیشه بد و با طبیعت نور ناسازگار بود، و از آن تاریکی به وجود آمد، و اهرمن نامیده شد. طبع او شر و فتنه و فساد و فسق و ضرر و زیان‌رسانی بود. او بر نور خروج کرد، و با طبیعت و گفتار خود با آن به مخالفت برخاست. ستیز میان لشکر نور و تاریکی درگرفت. بعد فرشتگان به میانجیگری برخاستند و مصالحه‌ای برقرار کردند مبنی بر این که جهان فروردین در مدت هفت هزار سال از آن اهرمن باشد، و پس از آن او جهان را رها کند و به نور واگذارد؛ و کسانی را که پیش از این صلح در جهان بودند، از میان برد و تباه کرد. بعد مردی به نام گیومرث و حیوانی به نام گاو پیدا شد. اهرمن هردو را کشت. از جایی که این مرد افتاد شاخه‌ای از ریباس [ریواس] رویید، و از ریشهٔ ریباس مردی به نام میشی و زنی به نام میشانه بیرون آمدند، و این دو پدر و مادر بشر بودند؛ و از جایی که گاو افتاده بود، چهرپایان و دیگر حیوانات روییدند. آنان [زردشتیان] برآنند که پیامبرانی و شاهانی دارند که نخستین آنان گیومرث بود، و او نخستین کسی بود که بر زمین فرمانروایی کرد، و در اصطخر اقامت داشت. بعد از او هوشنگ پسر فرواک بود.
مسعودی در مروج الذهب می‌نویسد:
گویند که گیومرث نخستین کسی بود که فرمود تا هنگام خوراک خاموشی گزینند تا طبیعت سهم خود را بگیرد و تن را با غذای که بدان می‌رسد اصلاح کند و جان آرام گیرد و هریک از اعضاء در کار دریافت صافی غذا تدبیری برای تندرستی تن کند و آنچه به کبد و دیگر اعضاء گیرندهٔ غذا می‌رسد مناسب و شایستهٔ اصلاح آن باشد. در ادامه چنین می‌آورد که بعضی پنداشته‌اند که عمر وی هزار سال بود و کمتر از این نیز گفته‌اند؛ و مجوسان را دربارهٔ گیومرث بحثی دراز است از جمله این که مبدأ پیدایش نسل بود؛ و او و زنش که مشیه و مشیانه (شابه و منشابه) هستند مانند گیاهان به صورت گیاه ریواس روییدند، و امثال این سخن که تذکار آن ناپسند است، و حکایتی که با ابلیس داشت و او را بکشت. گیومرث به اصطخر فارس اقامت داشت و پادشاهیش چهل سال و به قولی کمتر از این بود.
در فصل سوم کتاب اول (حمزه ج) از موبد بهرام پس مردانشاه، مورخی که بیش از بیست نسخه از خداینامه را با هم مقایسه کرده، نقل می‌کند که: نخستین انسان گیومرث گلشاه (شاه گل) سی سال فرمانروایی کرد. پسر و دختری از او ماند: مشی مشیانه که هفتاد سال با بدون داشتن فرزندی گذرانیده بودند، در مدت پنجاه سال صاحب هجده فرزند نر و ماده شدند. پس از مرگشان جهان به مدت نود و چهار سال و هشت ماه بدون شاه ماند. اما فترت میان پایان فرمانروایی گیومرث و آغاز فرمانروایی هوشنگ پیشداد، دویست و نود و چهار سال و هشت ماه طول کشید.
در کتاب فارس‌نامه، از گیومرث گل‌شاه به‌عنوان نخستین انسان یاد می‌شود که گبران او را آدم علیه‌السلام گویند. در ادامه این کتاب آمده است که، دو شهر گیومرث بنا کرد، دباوند و اصطخر.

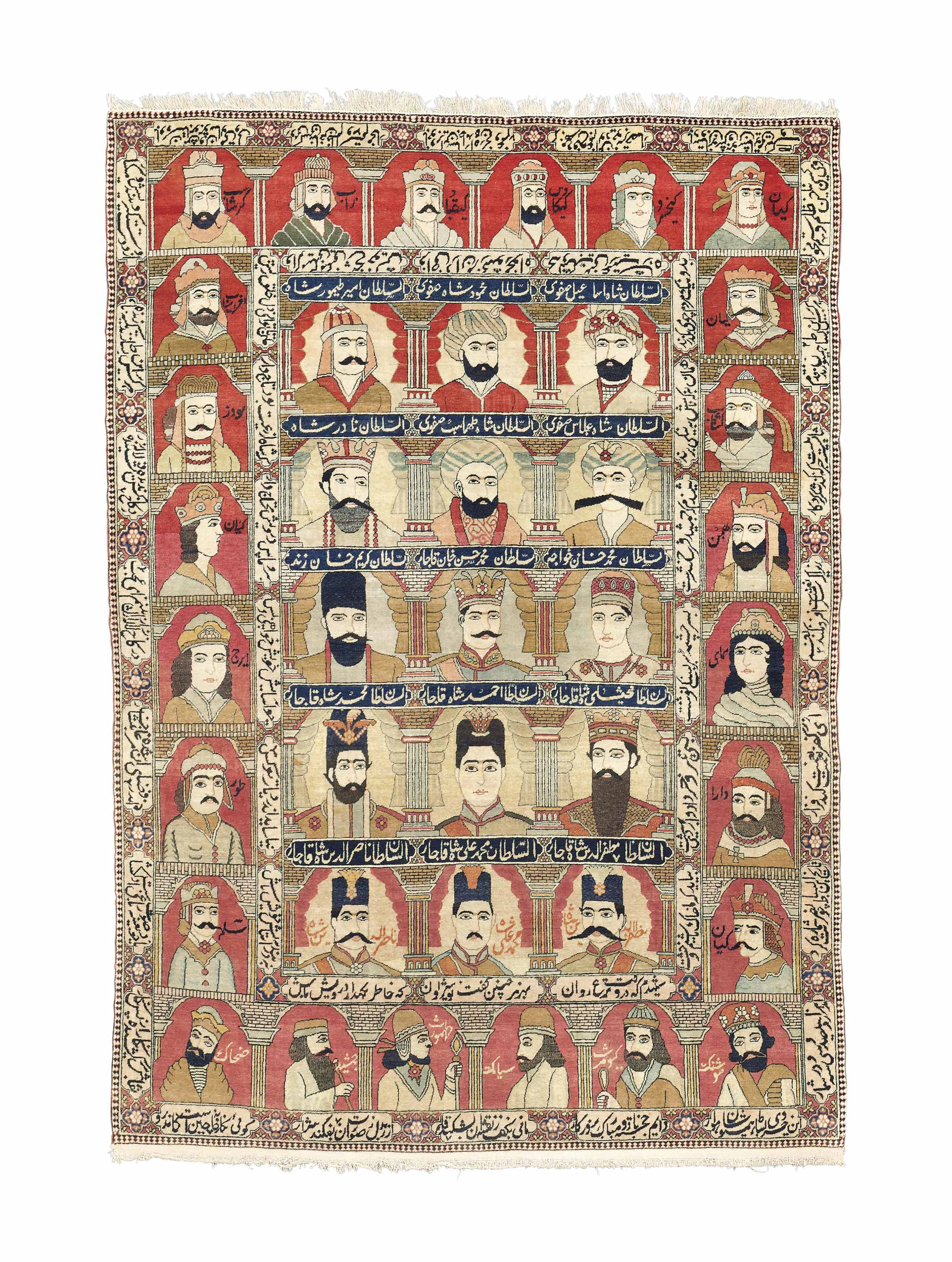
یک فرش کهن کاشانی از دورهٔ قاجاری که دور تا دور آن نقش پادشاهان اسطوره‌ای ایران قرار گرفته‌اند. در میانهٔ آن، نگارهٔ چند تن از شاهان ایران نوین جا داده شده است.